# Conservation des hypothèques
Ne doit pas être confondu avec Conservateur des hypothèques.
En France, la conservation des hypothèques, parfois désigné sous le vocable « bureau des hypothèques », était une institution française administrative et fiscale de la Direction générale des Finances publiques (précédemment de la Direction générale des Impôts (DGI)). Il en existait 354 en France.
Elle a été supprimée par l’ordonnance no 2010-638 du 10 juin 2010 portant suppression du régime des conservateurs des hypothèques, et remplacées par les services de publicité foncière, qui conservent les mêmes attributions.
Cette suppression a fait suite aux critiques de la part de la Cour des comptes, dans son rapport annuel pour l’année 2008, publié le 22 janvier 2009, qui fustigeait « l’anachronisme grandissant du statut des conservateurs des hypothèques ».

## Fonctions
Sous l'autorité d'un conservateur des hypothèques, ce service assurait une double mission :
- Une mission civile ;
- Une mission de service public.

### La mission civile
Ce service assurait une mission, à caractère civil, foncière et patrimoniale de publicité foncière, en publiant et en conservant tous les droits réels existants sur les immeubles (servitude, hypothèque, usufruit, etc.) et en assurant l'information des tiers.

#### La tenue d'un fichier immobilier
Le fichier immobilier présente, dans l'ordre chronologique de leur dépôt, la situation juridique actuelle des immeubles situés dans le ressort de la conservation (article 1er du décret du 4 janvier 1955).
La mission civile consistait, en premier lieu, à garder trace de tous les droits existants sur les immeubles et ainsi assurer la sécurité des opérations juridiques relatives aux immeubles et au crédit.

#### La fourniture de renseignements
Elle consistait également à fournir des renseignements sur la situation patrimoniale des personnes ou sur la situation juridique des immeubles.
Toute personne qui en faisait la demande pouvait obtenir, par voie de réquisition payante, des informations sur la situation patrimoniale de personnes ou la situation juridique d'immeubles extraites du fichier immobilier.
L'acquéreur pouvait être assuré du fait que le cédant n'avait pas déjà disposé de tout ou partie de son droit de propriété. En outre, celui qui prêtait sur hypothèque avait la garantie que l'emprunteur n'en avait pas déjà consenti une, pour une valeur égale ou supérieure, sur l'immeuble qu'il proposait en garantie.

### La mission fiscale
En plus de leur mission civile, les conservations des hypothèques exerçaient une mission de comptable public.
Au titre de leurs missions fiscales, les conservations des hypothèques percevaient au profit de l'État et des collectivités territoriales les impôts droits et taxes exigibles lors des opérations de publicité foncière à savoir :
- Les droits d'enregistrement ;
- La taxe de publicité foncière ;
- La TVA immobilière due par les particuliers jusqu'en 2012 ;
- L'impôt retenu à la source et les contributions sociales sur les plus-values immobilières.

Les conservations des hypothèques ont ainsi, en 2011, perçu 10,9 milliards d'euros de taxes collectées pour les collectivités locales et 2,5 milliards d'euros collectés pour l'État.

## Structures et moyens humains

### Les structures
Initialement il existait 294 bureaux des hypothèques, lors de l'institution du guichet unique et la mise en place de la formalité fusionnée à compter du 1er octobre 1970, le nombre de conservations a été accru et il était, au 31 décembre 2012, de 354 bureaux.
Ils étaient répartis, selon leur importance, en 6 catégories :
- 22 conservations de 1re catégorie;
- 31 conservations de 2e catégorie;
- 57 conservations de 3e catégorie;
- 88 conservations de 4e catégorie
- 95 conservations de 5e catégorie
- 61 conservations de 6e catégorie

Ces postes étaient offert majoritairement à des cadres de la DGI, puis de la DGFIP à partir de 2008, âgés d'au moins 58 ans. À titre d'exemple, dans l'ancienne DGI les conservations de catégorie 5 et 6 étaient ouvertes aux Inspecteurs principaux et Inspecteurs départementaux, celles de catégorie 4, aux directeurs divisionnaires, les 3 premières catégories étant, en principe, réservées aux cadres des services extérieurs ayant au moins le grade de directeur départemental.
Sur le plan fonctionnel, on distinguait 3 types de conservations, selon la nature de leur tissu et la charge qu'il représentait :
- Les conservations urbaines ;
- les conservations rurales ;
- Les conservations mixtes ;

### Les personnels

#### Des agents de l'État
Les agents des conservations étaient des fonctionnaires, pour la plupart de catégorie B ou C.
Leur nombre était dans chaque bureau lié aux charges du service (nombre de formalités à traiter dans chacun des bureaux concernés). Selon l'importance des bureaux les effectifs variaient entre 5 et une quarantaine de collaborateurs
Les règles de gestion (avancement, notation, retraite) de ces personnels étaient celles de la fonction publique et plus spécifiquement celles que la DGI appliquait à l'ensemble de ses agents.
Le conservateur des hypothèques, ayant qualité de comptable public disposait d'un adjoint : le chef de contrôle, dans la majorité des bureaux, il s'agissait d'un agent de catégorie B choisi par le conservateur parmi l'ensemble des agents de ce grade. En théorie la situation du chef de contrôle était susceptible d'être remise en cause à chaque changement de conservateur. Dans les faits, s'agissant d'agents chevronnés, maîtrisant l'ensemble des tâches du service, leur situation n'était que très exceptionnellement remise en cause.
Dans les bureaux les plus importants (1re à 3e catégorie), la fonction de chef de contrôle pouvait être remplie par un agent de catégorie A, voir A+.
La nomination de ces agents s'opérait en fonction des règles habituelles de la DGI propres aux grades concernés.
Un conservateur des hypothèques était placé à la tête de chaque conservation. Il s'agissait le plus souvent d'un cadre supérieur de la DGI en fin de carrière.

#### Dans un contexte particulier
Dans l'exercice de leur mission civile, les agents des conservations relevaient de la seule autorité du conservateur des hypothèques.
Celui-ci, en effet, contrepartie de sa responsabilité personnelle toutes les fois qu'il commettait dans l'exercice de ses fonctions, soit par lui-même, soit par ses employés, une faute ou une négligence ayant occasionné un préjudice à un usager, avait la maitrise de l'organisation des travaux de sa mission civile, dans l'exercice de laquelle, il n'avait pas le statut de fonctionnaire.
Cette responsabilité personnelle du conservateur était très présente à l'esprit de ses collaborateurs et pratiquement tous apportaient, dans l'exercice des tâches qui leur étaient confiées, un soin tout particulier pour qu'elle ne trouve pas à être mise en œuvre. Au fil du temps, cette personnalisation du risque avait en effet généré une culture de service axée sur l'attention portée au contrôle qualité.

##### Lié à la période Révolutionnaire

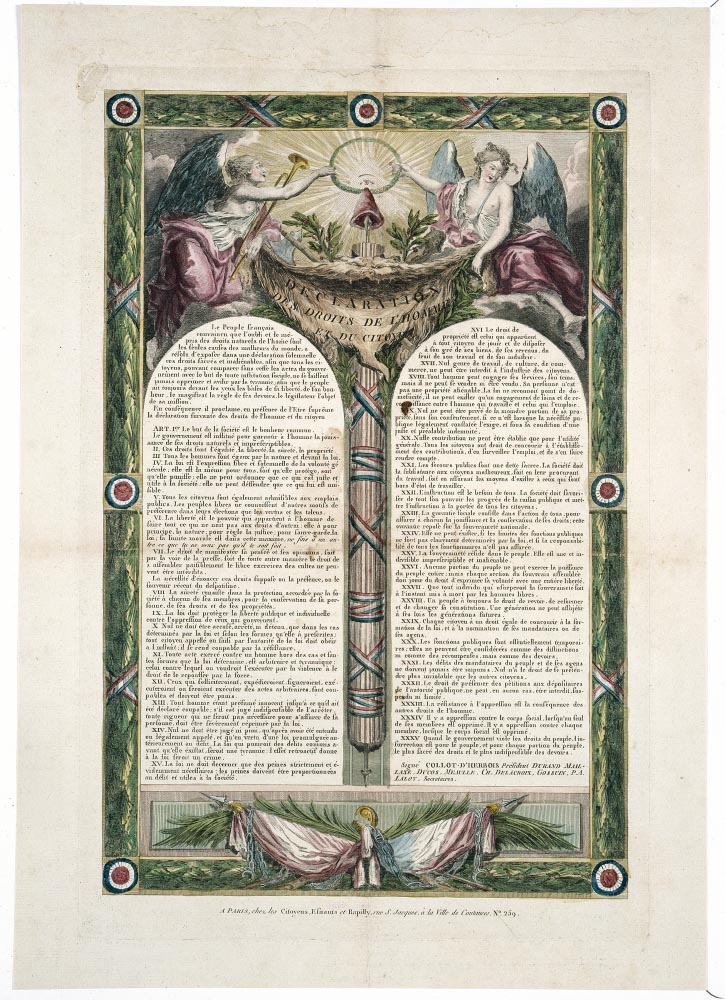
Déclaration des Droits de l'Homme

Cette situation était une spécificité unique dans la fonction publique. Elle trouve son origine dans la conception du droit de propriété tant de l'Ancien Régime que de la Révolution française. Très tôt, la tradition juridique française reconnaît aux sujets du roi la jouissance de libertés naturelles : le droit de propriété y occupe la première place. Le souverain se doit de respecter les contrats passés entre ses sujets et ce n'est pas de lui qu'ils tiennent leur droit. Ainsi pour Charles du Moulin,qui trouva le premier les véritables sources du droit français et en posa les règles fondamentales, sauf exception légitimée par l’utilité publique, le roi ne peut déposséder un sujet de son droit de propriété
Faute par les acteurs économiques d'avoir su, au moins de manière durable, le faire au cours de l'histoire, sous la Convention et surtout le Directoire, pour des raisons de sécurité publique, le service de la publicité foncière a été organisé par l'État.
Mais pour les Révolutionnaires, la propriété, droit naturel et imprescriptible, (article 2 de la Déclaration des droits de l’Homme et du citoyen.) ne relève pas de l’État, la preuve de ce droit, à l’initiative des parties, se démontre devant le juge par tout moyen et son titulaire n’a rien à craindre ni à demander à l’État pour en justifier.
Dès lors, dans la logique révolutionnaire, le conservateur ne pouvait, dans cette mission, avoir le statut de fonctionnaire, il agissait donc en son nom propre, avec pour corollaire sa responsabilité personnelle, pour toutes les erreurs commises par lui-même et ses employés.
Ce dispositif ne trouvait pas à s'appliquer dans les trois départements d'Alsace-Moselle qui, depuis une loi allemande de 1891, préservée et adaptée au droit français par la loi du 1er juin 1924, sont soumis à un régime particulier qui conserve l'organisation du droit allemand (tenue d'un livre foncier confié à l'autorité judiciaire) combiné avec les principes de fond de la législation française (publicité aux fins d'opposabilité aux tiers).

##### Caractérisé par une dualité de fonctions
Le conservateur des hypothèques était un fonctionnaire qui bénéficiait d'une rémunération et d'un statut particulier. Il était rémunéré selon un salaire proportionnel aux droits perçus dans son bureau.
Parce que dans l'exercice de sa mission civile le conservateur ne relevait pas de l'autorité de l'État, celui-ci a toujours considéré qu'il n'avait pas à supporter les frais de ce service rendu aux parties.
Aussi les conservateurs des hypothèques ne percevaient à titre personnel qu'une partie des salaires payés par l'usager (environ 10 %).
Par tranche de salaires bruts de chaque poste, l'État en prélevait de 75 à 99,95 %, soit près de 500 millions d'euros en 2012 sur un total de 555 millions. Ce prélèvement était réputé couvrir la rémunération du personnel et les divers frais de fonctionnement des conservations des hypothèques.
Responsable personnellement des fautes de service, le conservateur avait logiquement la maîtrise de son organisation et notamment des dispositions mises en place pour veiller tant à la qualité des informations intégrées dans le fichier immobilier que de la pertinence des renseignements fournis.
Dans l'exercice de ces tâches, les agents de la conservation des hypothèques ne relevaient que de sa seule autorité.
Dans les faits, c'est l'Association Mutuelle des Conservateurs des hypothèques (AMC) qui assurait la coordination de l'ensemble des conservations en apportant à chacun d'eux soutien méthodologique dans l'exercice du contrôle qualité, assistance juridique en cas de litige ou de sinistre et qui fixait la doctrine en matière de publicité foncière.
La réforme intervenue en 2010 et entrée en vigueur le 1er janvier 2013 a prévu la transformation des conservations des hypothèques en services chargés de la publicité foncière. Le statut du conservateur des hypothèques est supprimé et ceux-ci deviennent des administrateurs des finances publiques. Ils bénéficient désormais d'un traitement fixe et ne sont, en contrepartie, plus responsables personnellement en cas d'erreur ou d'omission.
L'ordonnance du 10 juin 2010 a transfèré sur l'État, la responsabilité personnelle du conservateur des hypothèques, mais sa mise en œuvre continue de reposer sur les mêmes règles devant le juge judiciaire.
Désormais l'ensemble des agents, y compris le chef de service lui-même, s'insèrent dans une ligne hierarchique à l'instar de tous les services publics et sont responsables, en cas de faute lourde, dans les conditions ordinaires du droit de la fonction publique.

## L'organisation des tâches
L'organisation des conservations des hypothèques n'est aboutie qu'avec les décrets de 1955 no 55-22 du 4 janvier 1955 et le décret d’application no 55-1350 du 14 octobre 1955. La réforme est entrée en application au 1er janvier 1956.

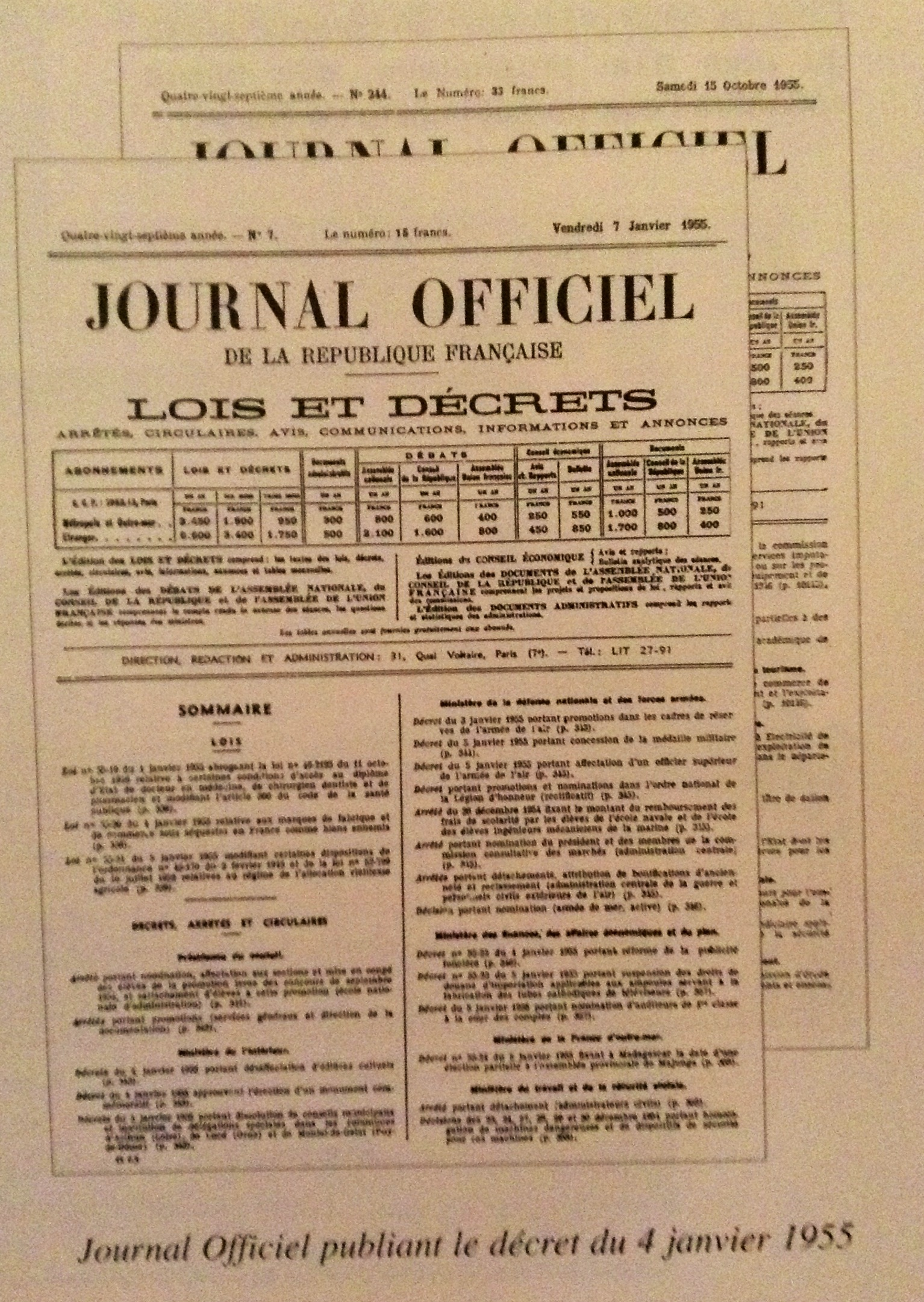
Journal officiel publiant le décret du 4 janvier 1955

Avant cette date, la publicité foncière reposait sur une documentation purement personnelle accessible à partir d'une table alphabétique qui donnait accès au répertoire proprement dit. Ce dernier était constitué de registres de 400 pages et 800 cases par volume.
Chaque case présentait un compte ouvert au nom d'un propriétaire et faisait connaitre l'état de son patrimoine dans le ressort du bureau concerné.
L'ensemble des travaux concourant à la constitution de cette documentation, comme à la délivrance des renseignements, était fait manuellement.
L'absence de lien avec la documentation foncière et les incertitudes dans l'identification des personnes en raison des lacunes entourant l'état civil jusqu'à la fin du XIXe siècle, rendaient ce dispositif peu fiable.
Particulièrement lourd dans sa mise en œuvre, ce dispositif s'avéra rapidement inadapté aux besoins des opérateurs, seules les difficultés d'une réforme en profondeur expliquent sa relative longévité.
Dans l'immédiate après-guerre, avec le développement des opérations liées à la reconstruction, l'accroissement des charges des bureaux fut tel, qu'ils ne purent faire face et notamment fournir les renseignements dans des délais compatibles avec les besoins des divers opérateurs.
L'un des objets de la réforme de 1955 sera d'y porter remède.
En sera issue une organisation type des conservations des hypothèques qui sous réserve de quelques variantes, évoluera peu.
L'informatisation du fichier immobilier, achevée en 2003, puis la dématérialisation des échanges à partir de 2006, entraineront des évolutions plus significatives qui n'étaient pas totalement achevées au 31 décembre 2012 à la suppression du statut de conservateur des hypothèques.

### Les apports de la réforme de 1955

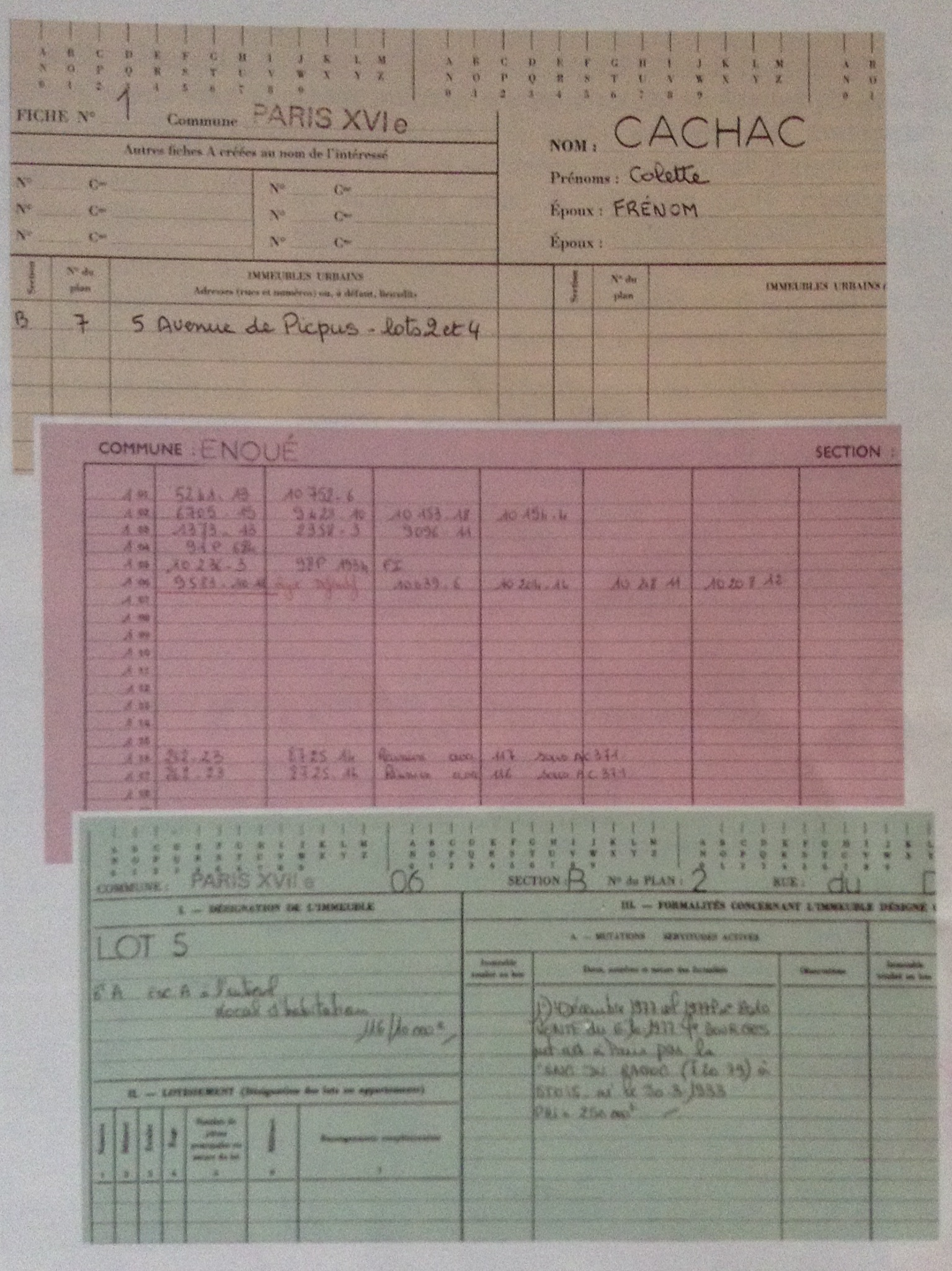
Réforme de 1955- Les différentes fiches

Le dispositif repose désormais sur une documentation à la fois personnelle et réelle, comprenant trois séries de fiches, annotées manuellement après dépouillement des pièces à publier :
- Des fiches personnelles ;
- Des fiches parcellaires[8] ;
- Des fiches d'immeubles.

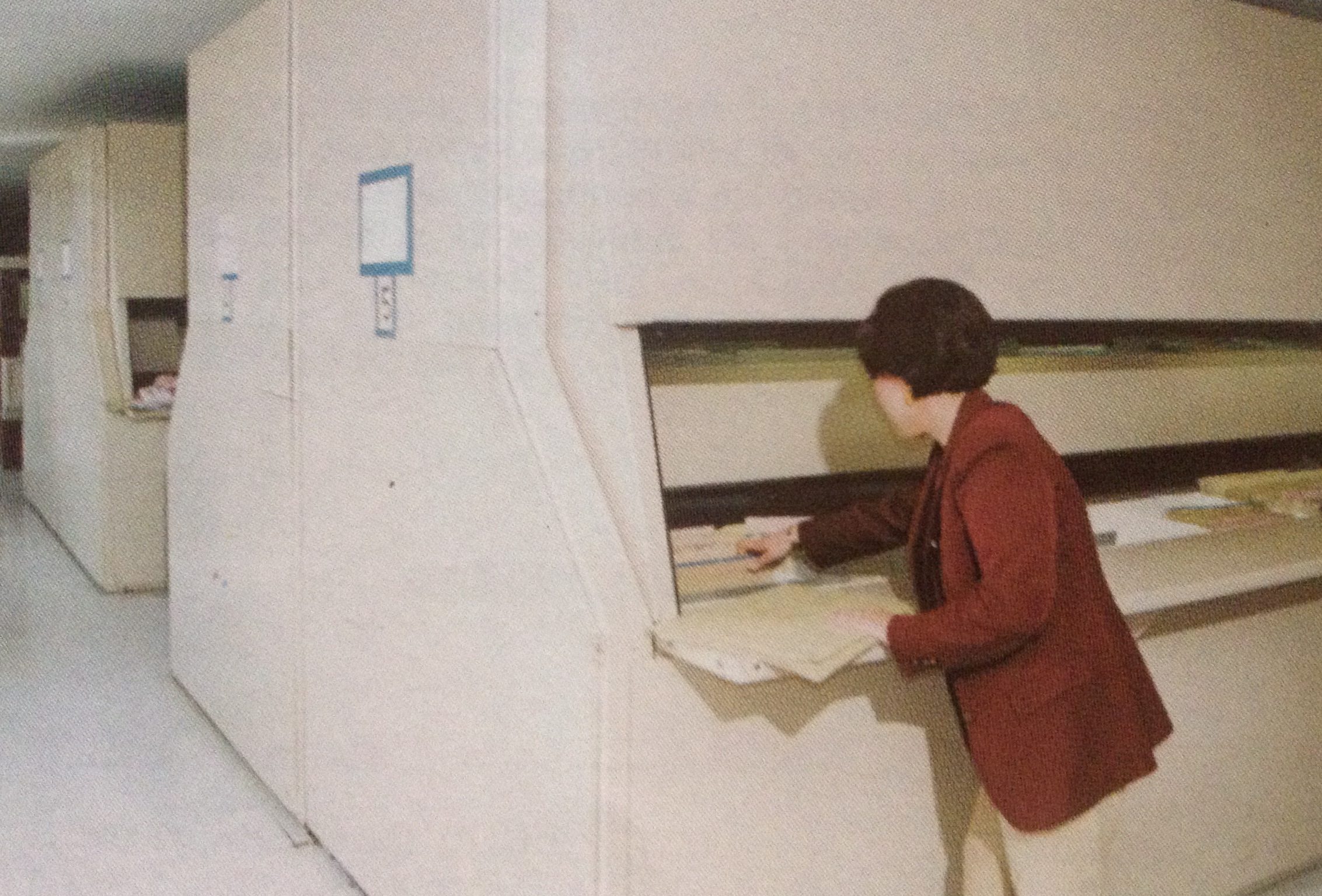
Bac rotatif automatisé

L'accès à cette nouvelle documentation, claire et précise, est facilité par un système d'archivage dans des bacs rotatifs automatisé d'une capacité de 30 à 60000 fiches selon les modèles.
Au 31 décembre 1997, 2 600 bacs rotatifs étaient en service.
Une identification précise des personnes et des immeubles est désormais exigée.
Est enfin posé le principe de l’effet relatif, qui relate la chaîne ininterrompue des opérations publiées, ce qui permet au conservateur de contrôler l’antériorité des droits. Ainsi aucun titre ne peut, désormais, être publié si le droit du disposant ou du dernier titulaire n’a pas été lui-même précédemment publié ou ne l’est pas simultanément.
Sur le plan de la législation, les principaux apports sont les suivants :
- Toutes les hypothèques, qu’elles soient légales, judiciaires ou conventionnelles, y compris la plupart des privilèges (du prêteur de deniers, du vendeur, du copartageant…) doivent être inscrits, cela pour une somme donnée et sur des immeubles bien désignés, conformément à la documentation cadastrale ;
- Le nombre des actes soumis à publicité se trouve considérablement augmenté ;
- Les mentions en marge des inscriptions sont simplifiées ;
- Les actes à publier doivent être authentiques ;
- Les conservateurs disposent de moyens de refuser ou de rejeter les actes présentés pour écarter la publication de documents qui ne sont pas correctement établis, sans pour autant être juges de leur validité.

### Avant l'informatisation
L'organisation des travaux se cale sur les différentes activités de la conservation en cellules relativement cloisonnées.
On peut distinguer les pôles suivants :
- Cellule accueil du public, dépôt, comptabilité ;
- Dépouillement, taxation, enregistrement ;
- Annotation et mise à jour du fichier immobilier :
  - Travaux de 1re main,
  - Travaux de vérification ;
- Recherches et délivrance des renseignements ;
- Tâches matérielles (expéditions, archivages, copies de documents, travaux divers).

L'objectif dans cette organisation était d'obtenir la plus grande polyvalence possible entre les agents, indispensable dans les bureaux à faible effectif, cette polyvalence aidait, dans les bureaux plus importants, à prévenir les goulots d'étranglement préjudiciables à la bonne fin des travaux dans des délais raisonnables. Stables dans leurs fonctions et de ce fait professionnellement expérimentés, les agents des conservations pouvaient très majoritairement évoluer dans leurs fonctions et ont ainsi facilité les ajustements nécessaires à ce type d'organisation.
Mais ce système, pour aussi sûr qu'il soit, demeurait figé, sans possibilité d'adaptation aux évolutions des flux. Il s'avérait par ailleurs de plus en plus difficile à gérer en raison de l'accroissement régulier du fichier depuis sa création. En 1998 le fichier comprenait 158,5 millions de fiches ; à la fin du processus de numérisation, c'est en définitive 180 millions de fiches qui auront été dématérialisées.

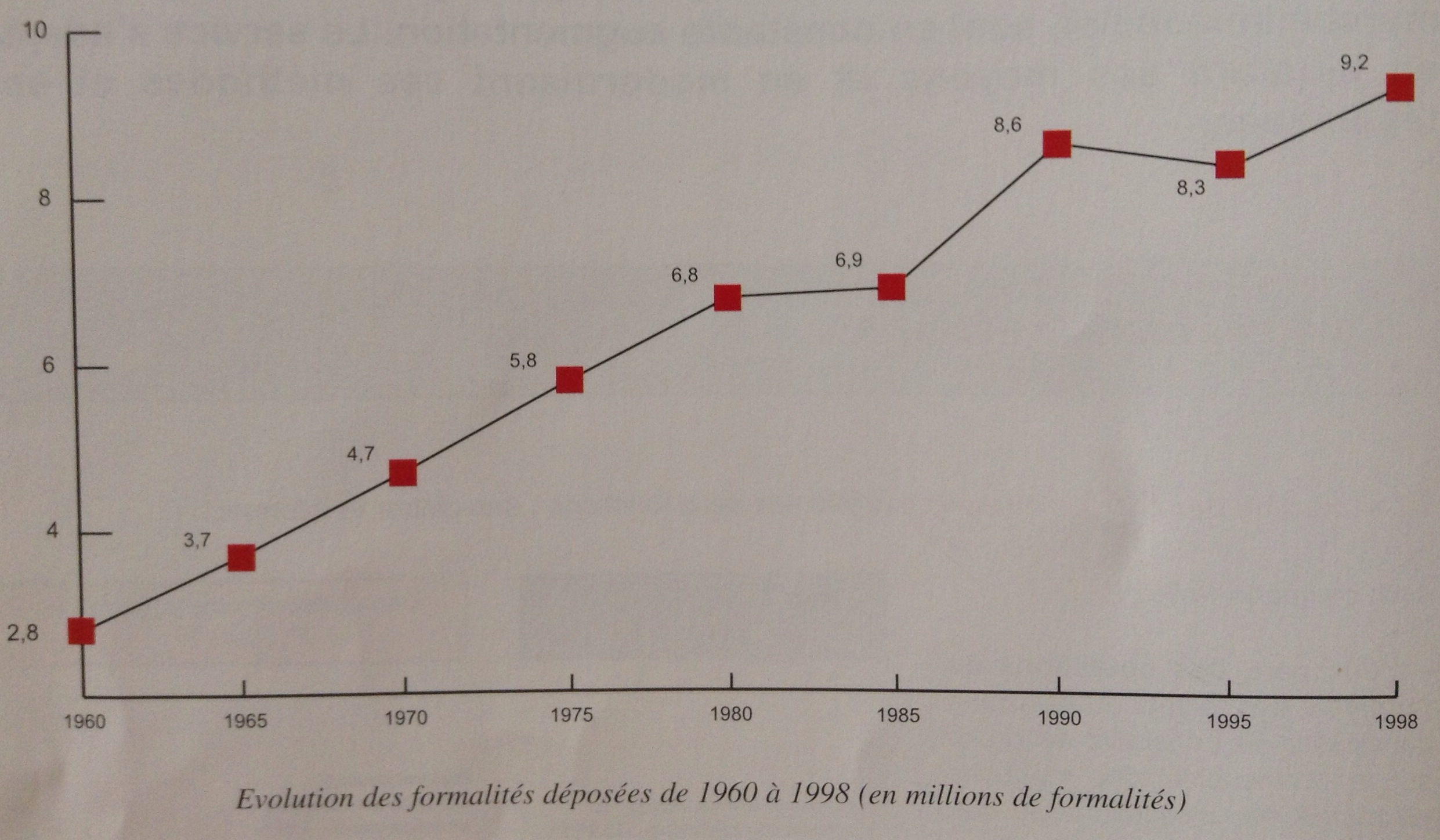
Évolution des formalités déposées dans les bureaux des hypothèques entre 1960 et 1998

Diverses mesures de simplification ont cependant contribué à assurer le fonctionnement du service :
- Micro-filmage depuis 1987 des registres de publications permettant, outre un gain de place, la simplification de la délivrance des copies de documents par reproduction des documents sur papier à partir d'un lecteur reproducteur ;
- Délivrance des renseignements sous forme de copies de fiches ;
- Prorogations des états réponses initiaux aux demandes de renseignements ;
- Informatisation partielle des bureaux (registre des dépôts, comptabilité, réserve d'immeubles). Elle concernait, au 1er avril 1999, 246 des 354 bureaux ;
- Développement de logiciels d'initiative locale de nature à simplifier certains travaux d'annotation et à favoriser l'émergence de nouvelles organisations reposant sur un plus grand décloisonnement des tâches ;
- Mise en place, par voie conventionnelle, en 1991 du document hypothécaire normalisé[9] (DHN) qui a permis de limiter l'analyse des actes de vente aux seules parties nécessaires à l'accomplissement des formalités de publicité foncière.

Conçu hors de toute utilisation des outils informatiques et télématiques, le système ne permettait plus l'ajustement des moyens et des charges. En projet depuis déjà plusieurs années, l'informatisation complète des bureaux s'imposait pour garantir aux usagers un fonctionnement optimal du service de publicité foncière.

### Après l'informatisation
L'informatisation des conservations des hypothèques s'est déroulée en deux phases :
- De fin 1998 à 2003, l'informatisation du fichier immobilier et la scannérisation du stock.
- À partir de 2005 dématérialisation des échanges avec les notaires - Projet Télé@ctes[10],[11].

#### Les évolutions entre 1999 et 2012

##### L'informatisation du fichier immobilier
L'ensemble des logiciels élaborés à cette fin est connu sous le sigle FIDJI (Fichier Informatisé des Données Juridiques Immobilières). L'informatisation comporte deux ensembles, d'une part le traitement du stock, d'autre part l'informatisation du flux des dépôts.

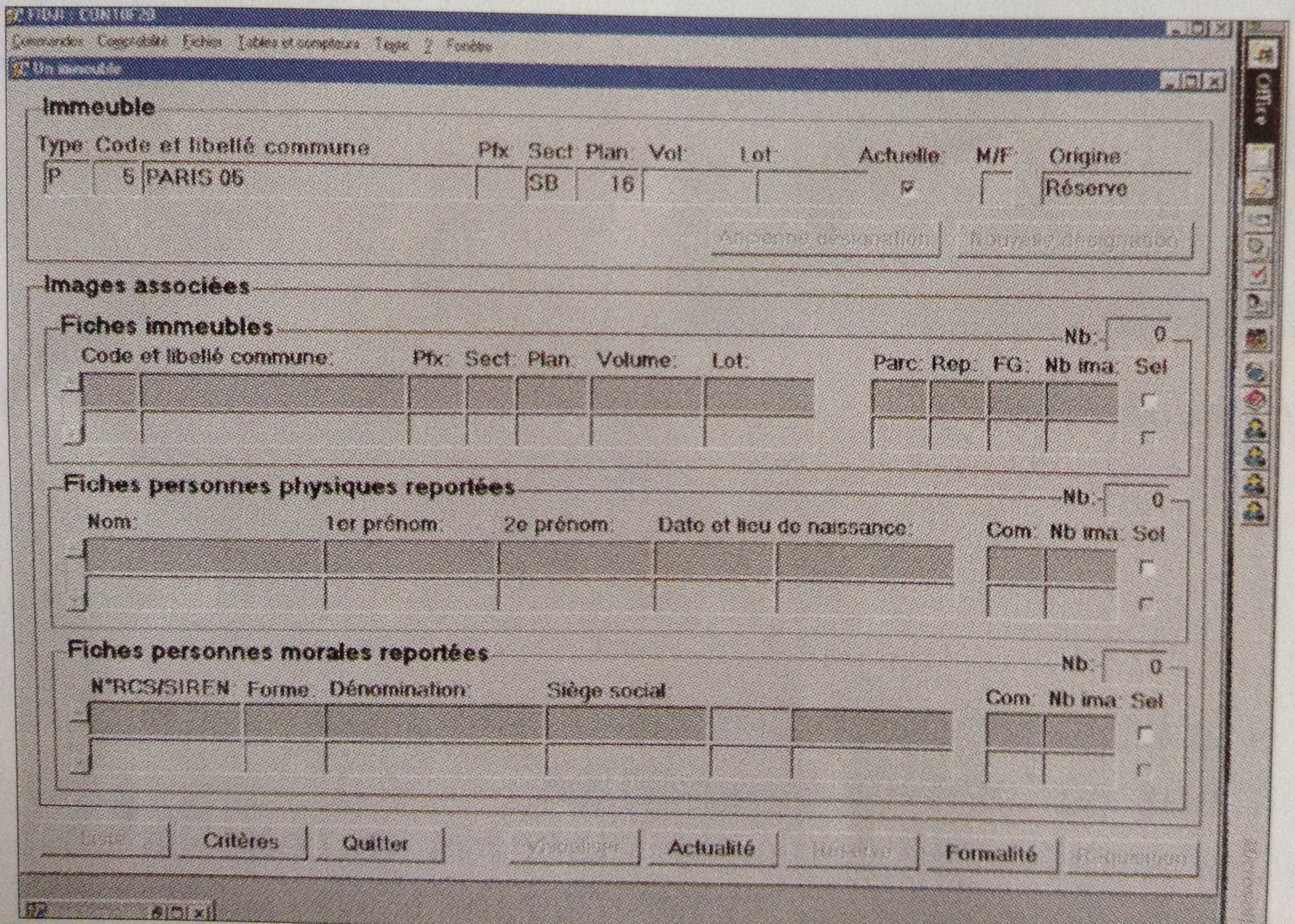
Application FIDJI - Masque de saisie des immeubles

Faute de solutions permettant de remplacer les 180 millions de fiches existant au début de l'informatisation, la DGI s'est orientée vers une démarche pragmatique visant au traitement informatique des flux. La mise en place de cette application aux 354 conservations a été achevée au 1er juillet 2003.
S'agissant du stock, la numérisation du stock de fiches cartonnées de chaque conservation a été effectué dans l'année suivant son passage sous FIDJI. Les fiches sont indexées par lot de 150, la recherche à l'intérieur d'un lot se faisant de façon itérative, à l'exception de quelques bureaux où l'indexation de chacune des fiches permet un accès direct dans le stock.
Dès lors coexistent sur un même serveur deux fichiers, celui correspondant au flux et celui correspondant aux images du stock, connu sous le nom de BIA (Base Image Autonome).
À partir de 2005, a été offerte au service la possibilité de créer un lien permanent entre les fiches scannées d'un immeuble ou d'une personne et la base FIDJI-FLUX, cette possibilité est rapidement devenue une obligation avec les progrès de la dématérialisation. Elle est de nature à accélérer, mais aussi à sécuriser, les recherches ultérieures dans la BIA, d'un accès difficile pour tous les agents qui n'ont pas travaillé sous le système des fiches cartonnées.
Par ailleurs à partir de 2004 a démarré une opération de dématérialisation des actes enliassés et des microfilms dans une base unique Hyposcan. Cette opération a été achevée dans le courant de 2013.
Désormais l'ensemble des données, flux, stock, copies des actes enliassés, est accessible à partir de chaque poste de travail informatisé.

##### La dématérialisation des échanges
Conçu en partenariat étroit avec le Conseil supérieur du notariat et expérimenté à partir de la fin 2005 par 12 conservations et quelques études notariales, ce système d'échange dématérialisé a été mis en place à partir de 2007, de manière progressive, d'abord sur les actes et les demandes de renseignements les plus simples et sur la base d'une adhésion volontaire des études notariales.
Entre 2007 et 2012, chambres notariales départementales ou régionales et direction des services fiscaux ont, avec les conservateurs, multiplié les actions dans le cadre de groupes de travail mixtes, pour promouvoir la pleine utilisation de ce nouveau mode d'échange et l'adaptation des méthodes de travail aux nouveaux outils tant au niveau des études que des conservations.
À la fin de 2012, plus de 44 % des dépôts (publications et réquisitions) de l'année avaient été traités de manière dématérialisée, ce résultat correspond à la disparition d'environ 4,5 millions de papiers en aller-retour.

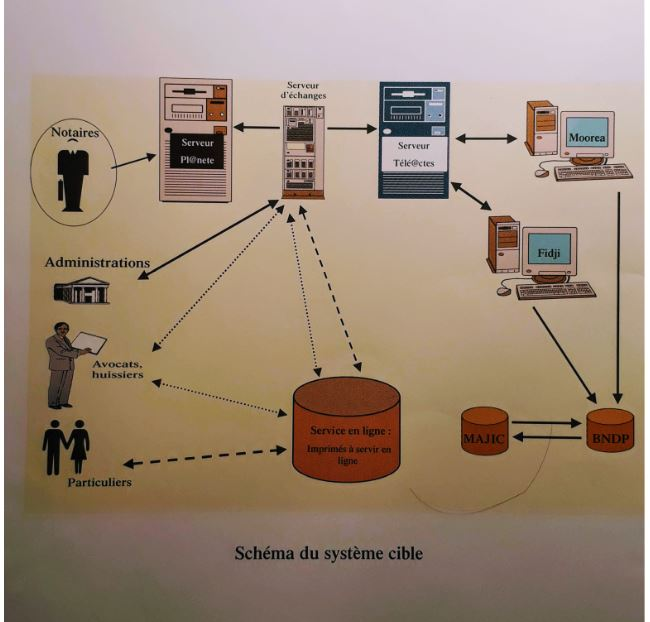
Liaisons entre les acteurs et clients du système telé@ctes

La dernière version déployée courant 2012 doit permettre la dématérialisation de 75 % des flux annuels. Elle devait déboucher sur la fixation d'un objectif contractuel entre le notariat et la DGFIF, visant à rendre obligatoire le recours à télé@ctes.
Ces échanges reposent sur un double serveur :
- Au niveau du notariat la plateforme PLANÈTE qui permet de diriger, après vérification d'un certain nombre de données objectives, l'ensemble des flux informatiques émis par les offices notariaux à destination des tiers et les dossiers de dépôts vers la DGFIP.
- Au niveau de la DGFIP, le serveur Télé@ctes qui redirige ces informations vers chaque conservation compétente, centralise l'ensemble des éléments renvoyés par les bureaux des hypothèques et assure le retour, via la plateforme PLANÈTE, vers le logiciel propre à chaque étude concernée.

Cette dématérialisation des dépôts concerne également les moyens de paiement, chaque dossier ne pouvant être envoyé dans le système sans le virement électronique correspondant. Cet aspect est porteur de simplifications significatives des opérations comptables.
Conçue dans l'esprit des décrets de 1955 et de la loi no 98-261 du 6 avril 1998 qui légalisait le document hypothécaire normalisé (DHN), l'application télé@ctes est structurante et de nature à améliorer la qualité des données du fichier immobilier en fiabilisant les données de la partie normalisée de l'acte qui seront reprises dans FIDJI. Les sources d'erreurs, liées à la reprise manuelle des informations de l'acte déposé sont ainsi évitées.
Télé@ctes ne change rien à la publicité foncière, ce n'est en définitive qu'un changement de support. La maîtrise des informations intégrées au fichier ou fournies à l'usager reste au niveau du bureau des hypothèques.

#### Les conséquences sur l'organisation interne des bureaux

##### Après la mise en place de FIDJI
FIDJI apporte tout à la fois des possibilités nouvelles d'organisation du travail et des contraintes structurantes en vue notamment d'accélérer la délivrance des renseignements.

###### De nouvelles possibilités organisationnelles
La banalisation des postes de travail, la dématérialisation des anciennes fiches accessibles en permanence à partir de tous les postes de travail, permettent d'effectuer dans une même séquence de travail l'ensemble des opérations liées à l'enregistrement et à la publication d'une formalité. L'objectif est alors de confier à un même agent l'ensemble des travaux pour éviter les redondances d'analyse et optimiser la qualité des travaux de première main.
La constitution de la réserve d'immeuble, dispositif central de FIDJI, autorise l'ouverture de plusieurs journées de publications concomitantes. Il est ainsi possible de traiter les formalités indépendamment les unes des autres dès lors qu'elles ne portent pas sur les mêmes immeubles et surtout de répondre aux demandes de renseignements sans attendre le délai de publication de toutes les formalités antérieures à la demande. En effet dans la réserve d'immeubles, les immeubles concernés par chaque formalité sont identifiés et mémorisés dès le dépôt des pièces.

###### Une application structurante
L'arrêté comptable journalier oblige à la création, dans la journée de dépôt, de la totalité des dossiers et des demandes de renseignements.
L'arrêté d'enregistrement de la journée de dépôt est une condition indispensable pour l'édition des demandes de renseignements, pour des raisons de sécurité il ne peut être différé au-delà de quelques jours. Dans les faits, compte tenu des contraintes que s'est donné la DGI dès le début des années 2000 de délivrer les renseignements hors formalités dans le délai de 10 jours consécutifs, l'arrêté doit intervenir entre J+1 et J+3.
Par ailleurs, la rémunération du conservateur n'est acquise qu'après l'arrêté de publication.
L'organisation mise en place doit donc permettre de jouer, en fonction des flux, souvent erratiques, et des moyens disponibles tant sur le plan quantitatif que qualitatif entre ces différentes contraintes pour recherche le meilleur point d'équilibre possible.

###### Une organisation des tâches évolutive
À la mise en place de FIDJI, s'impose une organisation autour d'un service général et d'unités de gestion spécialisées (Enregistrement, Publication, Réquisitions). Elle se prive de la possibilité de lier dans une même séquence de travail, l'enregistrement et la publication et conduit à des relectures et analyses des documents à publier redondantes.
Aussi bien, dès que l'application FIDJI était maîtrisée par l'ensemble du personnel, l'objectif devait être d'évoluer vers des unités de gestion polyvalentes assurant le traitement des dépôts de l'enregistrement jusqu'à la publication.
L'évolution vers cette organisation cible impliquait, un renforcement des compétences des agents du fichier pour leur permettre d'acquérir une bonne maîtrise des règles de publicité foncière en matière fiscale et civile et la constitution d'équipes polyvalentes aptes à conduire tant les opérations de première main que de vérifications. Elle n'était par ailleurs envisageable que pour autant que le délai de publication du bureau était dans des limites raisonnables de l'ordre de 15 à 20 jours ouvrables.
L'évolution des charges et des moyens, les retards engendrés par le basculement sous FIDJI, n'ont pas permis à tous les bureaux d'avancer dans cette voie et la majorité d'entre eux étaient encore sous le schéma d'organisation de départ lors de la montée en puissance de la dématérialisation à partir des années 2008 - 2010.

##### Les conséquences de la dématérialisation
La montée en puissance de télé@ctes, à partir des années 2009 - 2010, va profondément bouleverser l'organisation des tâches des bureaux des hypothèques alors même qu'elle avait des difficultés à trouver le bon point d'équilibre entre cellules spécialisées et intégration des tâches dans des équipes polyvalentes.
La dématérialisation impose en effet de gérer deux flux de documents entrant sur des supports et selon des rythmes différents.
En matière de publication, les actes télé@ctés sont les formalités les plus simples. Dans le flux papier ce sont les agents les moins chevronnés qui ont vocation à les traiter. En l'absence d'unité de gestion polyvalente apte à traiter les dossiers jusqu'à la publication, les actes dématérialisés sont confiés aux agents les plus compétents. Il en résulte une désorganisation des travaux du fichier.
En matière de réquisitions, la montée en puissance de la dématérialisation est beaucoup plus rapide, à la fin de 2010 elle atteint dans certains bureaux jusqu'à 80 % des flux. L'obligation de créer l'ensemble des demandes déposées au cours de la journée, avec création du lien flux - stock alors même que la très grande majorité des bureaux n'avait pas utilisé cette possibilité avant qu'elle ne devienne obligatoire, va alourdir significativement les travaux et faire éclater les frontières entre les différentes unités spécialisées.
Il s'ensuit une désorganisation significative d'un très grand nombre de bureaux, confrontés, dès le dernier trimestre de l'année 2010 et sur toute l'année 2011 à une très forte augmentation des flux.
À la fin de l'année 2012 la photographie organisationnelle du réseau restait à faire, d’autant que le modèle préconisé par l'administration n’était lui-même pas clairement défini et surtout pas normé.
Celui-ci se déclinait en deux niveaux d’extension par rapport à l’organisation intégrée « traditionnelle » :
- d’une part une extension en amont concernant les travaux de création et de prise en compte des moyens de paiement ;
- d’autre part une extension en aval par une réforme des méthodes de vérification.

Sur ce projet des divergences fortes, sur le contenu de la vérification notamment, subsistaient avec l’AMC.
Il faut ajouter qu’au moins dans certains bureaux[réf. nécessaire], l'organisation adoptée, très proche de l’organisation cible préconisée, n’était plus tenable et que même les tenants de ce schéma, n'étaient plus à même de le faire fonctionner en 2011 et 2012.

## Les charges et les moyens
Les charges et les moyens ont connu une évolution inverse. Les premières augmentant régulièrement, les seconds diminuant significativement à partir de l'année 2004.

### Les charges

#### Évolution

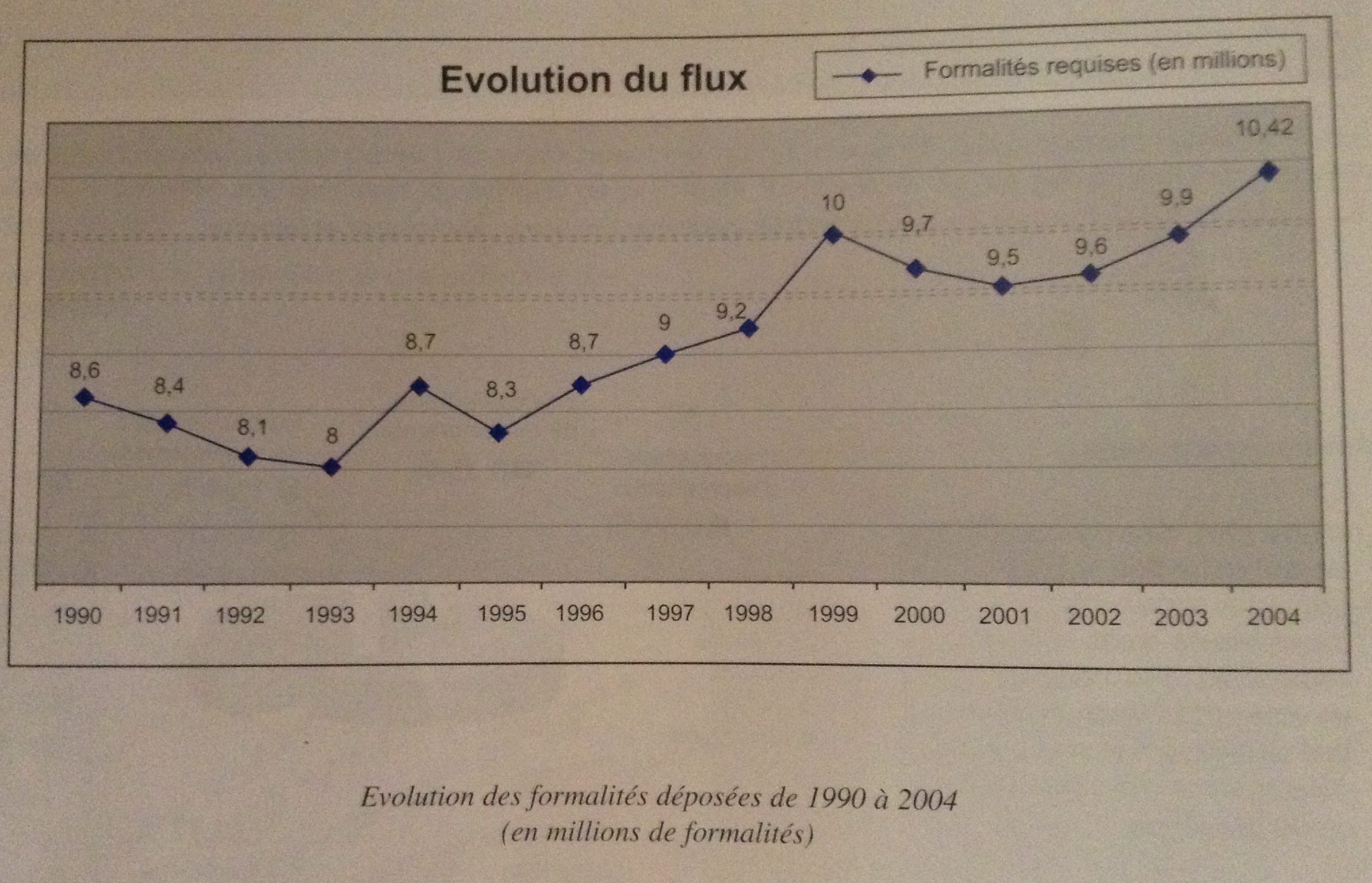
Évolutions des dépôts dans les bureaux des hypothèques entre 1990 et 2004

La réforme de 1955 a entraîné une forte augmentation du nombre d'actes à publier.
Sous les effets conjugués de la croissance de l'économie, du développement rapide de l'urbanisation et du crédit immobilier, le nombre total de formalités (opérations de publicité et demandes de renseignements) est passé de 2 586 669 en 1957 à 6 890 000 en 1980, 9 232 377 en 1998 pour atteindre 10 422 892 en 2004.
Sur la décennie suivante le flux se stabilise autour de 10,5 millions de formalités jusqu'en 2007, connait un creux en 2009, 8 732 147 formalités, la reprise en 2011, 10 510 127 formalités ne se confirme pas et les derniers flux connus de l'année 2013 étaient de 9 382 358 formalités en diminution de 7,37 % par rapport à l'année précédente.

#### Structures

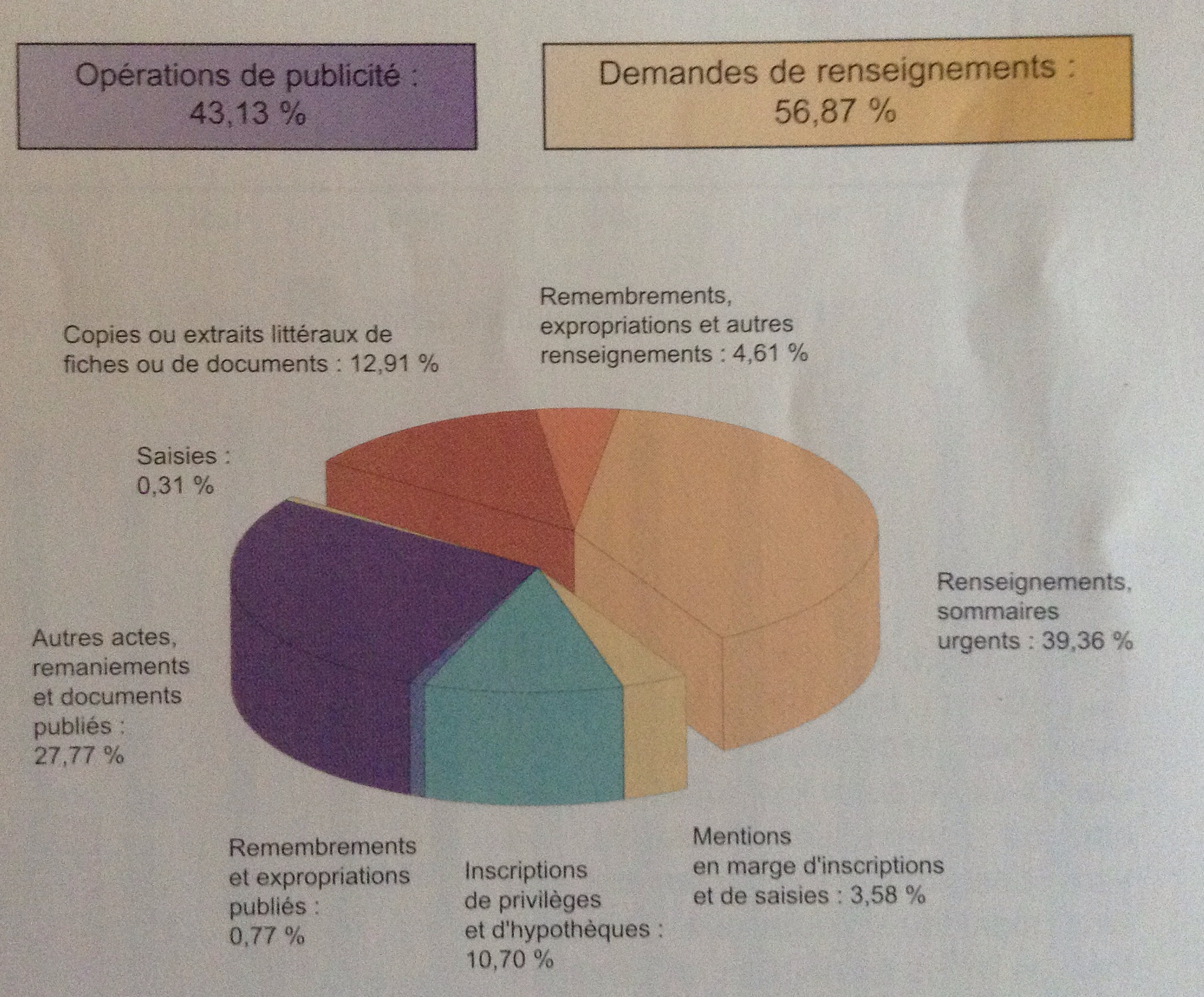
Conservations des hypothèques - Strucures des charges en 1998

Les charges se répartissent entre les opérations de publications et la délivrance des renseignements.
Avant l'informatisation, la répartition entre ces deux catégories variait assez peu d'année en année : entre 43 et 45 % pour les opérations liées à la publicité et 55 à 57 % pour les demandes de renseignements de toute nature.
Après l'informatisation et la forte réduction des délais de délivrance la proportion des opérations liées à la délivrance était de l'ordre de 60 à 62 %, les opérations de publications ne représentant plus que de 38 à 40 % de l'ensemble.
Les taux de rejet de formalités évoluent peu 9,43 % en 1998 contre 8,88 % en 2012, les taux de refus, sous l'effet des contraintes de la dématérialisation, diminuent passant de 7,56 % en 1998 à 4,77 en 2012

### Les moyens
Avant l'informatisation les effectifs sont globalement stables. Environ 6 200 personnes travaillent dans les conservations.
À partir de 2004 ils diminuent de manière significative.
Ainsi les effectifs budgétaires qui étaient de 5 813 agents en 1998, année précédant le début de l'implantation de FIDJI, seront de 3612 en 2012,. dernière année avant la transformation en service public foncier.
Ces 2 201 suppressions d'emplois représentent 38 % des effectifs budgétaires de l'année 1998.
En termes d'agents présents, les réductions de moyens affectent également les moyens de renfort des services en difficultés et les moyens accordés pour compenser le temps partiel ou les absences de longue durée.
Ainsi la même comparaison, sur l'effectif présent renforcé, traduit une diminution effective de la force de travail de 41,5 %.
Ces suppressions, en dehors de toute restructuration du réseau, dans un contexte d'évolutions erratiques des charges et de fortes innovations impactant l'organisation du travail, pèseront de tout leur poids dans les résultats globaux des bureaux des hypothèques des années 2011 et 2012.
Malgré une forte augmentation de la productivité qui passera de 1888 formalités traitées par agent présent en 1998 à 3544 formalités en 2012, soit une augmentation de 188 %, si les délais de délivrance des renseignements se sont durablement améliorés pour atteindre dans la quasi-totalité des bureaux le standard de 100 % en 10 jours, par contre le délai médian de mise à jour du fichier s'est dégradé passant de 22 à 36 jours au cours de la période et la situation de nombreux bureaux importants restait, au 31/12/2012, supérieure à 60 jours, jusqu'à 100 jours pour certains, au regard du délai de publication.